# Javoriv
Javoriv (ukrajinsky Яворів, rusky Яворов – Javorov, polsky Jaworów) je město ve Lvovské oblasti na Ukrajině. Leží u řeky Šklo (přítok Sanu), přibližně 20 kilometrů od polských hranic a 45 kilometrů na západ od Lvova, správního střediska celé oblasti.

## Dějiny
První písemná zmínka je z roku 1436, tehdy zde byl vybudován hrad. V roce 1569 se Javoriv stal městem podle magdeburského práva krále Jana Zikmunda Zápolského. Hrad byl rezidencí polského krále Jana III., který zde působil mimo jiné i v úřadu starosty, a v roce 1683 na hradě přijal blahopřání k vítězství nad Turky u Vídně od papeže Inocence XI.
V roce 1619 zde bylo vytištěno drama Jakuba Gawatha Tragédie neboli Obraz smrti Jana Křtitele, Božího posla.
Do roku 1772 byl Javoriv významným obchodním a řemeslnickým centrem na trase Lvov-Jaroslav. Během dělení Polska se stal okresním městem rakouské provincie Halič/Galicie. V roce 1914 mělo město 10 500 obyvatel (včetně 1 500 Poláků, 2 700 Židů, Češi tvořili poměrně velkou komunitu. Roku 1908 bylo založeno gymnázium.
V období Západoukrajinské lidové republiky vypukly bratrovražedné boje mezi Ukrajinci a Poláky. 4. června 1922 byla poblíž kasáren Státní policie odpálena bomba. V prosinci roku 1939 byla pod Javorivem svedena bitva s nacisty. Roku 1941 nacisté zbořili synagogu, zlikvidovali židovskou obec a její obyvatele poslali do koncentračních táborů.

## Současnost
Vojenskou základnu ve městě zasáhl v noci z 12. na 13. března 2022 raketový útok ruské armády. Podle gubernátora Lvovské oblasti Maksyma Kozyckého při něm přišlo o život nejméně 35 lidí a 134 lidí bylo zraněno.

## Památky

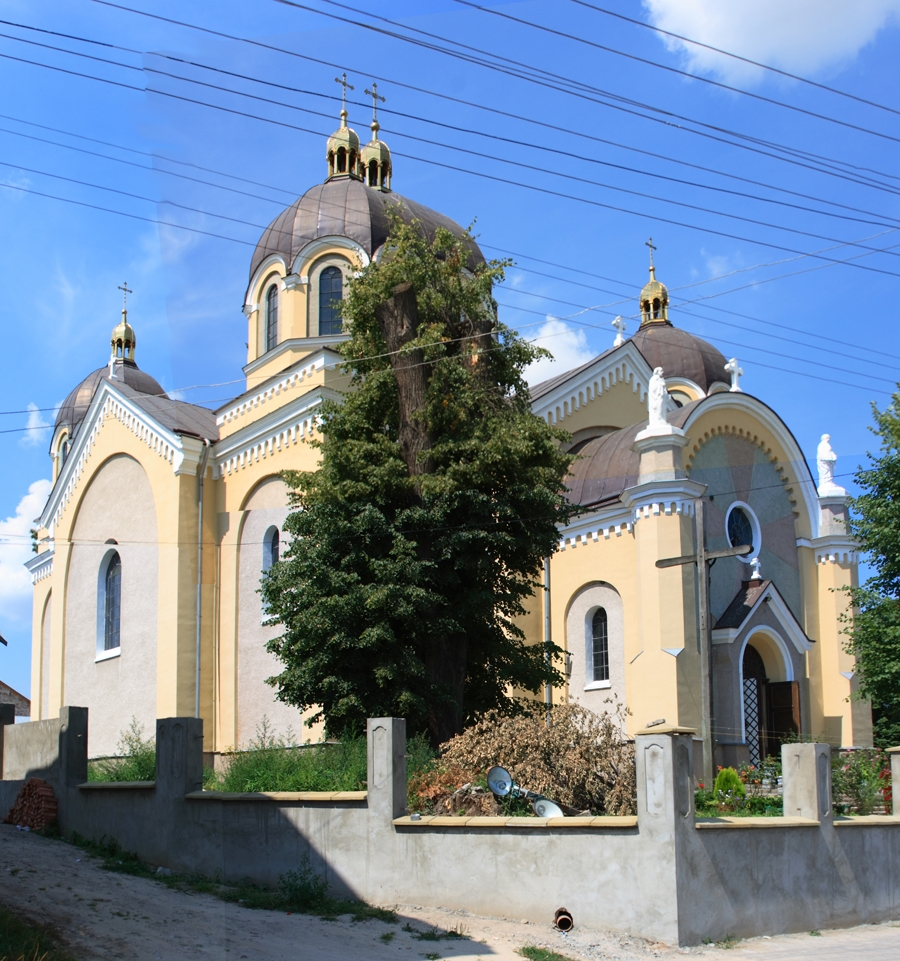
Kostel sv. Jiří

- Radnice v jádru renesanční stavba s renesanční věží
- Pravoslavný kostel Narození Bohorodičky na předměstí, dřevěná stavba, založena roku 1670
- Pravoslavný kostel sv. Jiří, založen roku 1588, přestavěn v 19. století
- Římskokatolický kostel sv. Petra a Pavla, zrušen r. 1945, obnoven roku 2007
- Národní dům
- Etnografické muzeum Javorovščina, založené roku 1931

## Rodáci
- David Altschuler (1687 – 1769), pražský rabín
- Osyp Stepanovyč Makovej (1867–1925), ukrajinský spisovatel
- Władysław Langner (1896–1972), polský generál
- Ferdinand Paar, starosta, zvolen roku 1898[3]